# Globalni navigacioni satelitski sistemi
Globalni navigacioni satelitski sistemi (GNSS; engl. global navigation satellite systems, GNSS), standardni generički termin za satelitske navigacione sisteme (satnav; engl. satellite navigation systems, satnav) koji pružaju autonomno geoprostorno pozicioniranje s globalnom pokrivenošću. GNSS omogućuje malim elektronskim prijemnicima determinaciju njihove lokacije (longitude, latitude i altitude) s odmakom od samo nekoliko metara koristeći vremenske signale koje duž linije vida transmituje radio sa satelita. Prijemnici računaju precizno vreme i poziciju koji se mogu koristiti u naučnim eksperimentima.
Jedini potpuno operativni GNSS do 2009. godine bio je američki NAVSTAR Globalni pozicioni sistem (GPS). Ruski GLONASS jeste GNSS u procesu pripreme za punu operativnost. Pozicijski sistem Galileo Evropske unije nalazi se u fazi implementacije s planiranom operativnošću do 2020. godine. Narodna Republika Kina naznačila je kako će proširiti svoj regionalni navigacioni sistem Beidou u globalni navigacioni sistem .
Globalna pokrivenost postignuta je konstelacijom od oko 30 satelita u srednjoj Zemljinoj orbiti (engl. medium Earth orbit, MEO) u različitim orbitalnim ravninama. Aktualni sistemi koriste orbitalne inklinacije od >50° te orbitalne periode od 11 sati 58 minuta (visina 20.200 km / 12.500 milja).

## Klasifikacija GNSS-a
GNSS koji pruža praćenje s naprednom tučnošću i integritetom korisnim za civilnu navigaciju klasifikovani su na sledeći način:
- GNSS-1 jeste sistem prve generacije i kombinacija postojećih satelitskih navigacionih sistema (GPS-a i GLONASS-a) sa SBAS-om (engl. Satellite Based Augmentation Systems, Satelitski bazirani augmentacijski sistemi) ili GBAS-om (engl. Ground Based Augmentation Systems, Zemaljski bazirani augmentacijski sistemi). U SAD-u je satelitska bazirana komponenta WAAS (engl. Wide Area Augmentation System, Širokopodručni augmentacijski sistem), u Evropi to je EGNOS (engl. European Geostationary Navigation Overlay Service, Evropska geostacionarna navigacijska prekrivajuća služba), a u Japanu to je MSAS (engl. Multi-Functional Satellite Augmentation System, Multifunkcionalni satelitski augmentacijski sistem). Zemaljsku baziranu augmentaciju pružaju sistemi poput LAAS-a (engl. Local Area Augmentation System, Lokalnopodručni augmentacijski sistem).
- GNSS-2 jesu sistemi druge generacije koji nezavisno pružaju podršku potpunim civilnim satelitskim navigacionim sistemima, na primer evropskom pozicijskom sistemu Galileo. Ovi sistemi će omogućiti praćenje s tačnošću i integritetom potrebnim za civilnu navigaciju. Ovaj se sistem sastoji od frekvencija L1 i L2 za civilnu uporabu i L5 za integritet sistema. Trenutno je u toku razvoj kako bi GPS pružio frekvencije L2 i L5 za civilnu upotrebu, te tako postao sistem GNSS-2.[4][5]
- Sržni satelitski navigacioni sistemi, trenutačno GPS, Galileo i GLONASS.
- Globalni satelitski bazirani augmentacijski sistemi (SBAS) jesu Omnistar i StarFire.
- Regionalni SBAS-ovi uključuju WAAS (SAD), EGNOS (EU), MSAS (Japan) i GAGAN (Indija).
- Regionalni satelitski navigacioni sistemi jesu QZSS (Japan), IRNSS (Indija) i Beidou (Kina).
- Kontinentalni zemaljski bazirani augmentacijski sistemi (GBAS), na primer australski GRAS i nacionalni DGPS (engl. Differential GPS, Diferencijalni GPS) američkog Ministarstva transporta.
- Regionalni GBAS, primer je mreža CORS.
- Lokalni GBAS tipifikovan jednom GPS referentnom stanicom koja upravlja RTK (engl. Real Time Kinematic, Realnovremenska kinematika) korekcijama.

## Istorija i teorija
Rani prethodnici bili su zemaljski bazirani sistemi DECCA, LORAN i Omega koji su koristili terestričke dugotalasne radiotransmitore umesto satelita. Ovi pozicioni sistemi emituju radijski puls sa poznate „gospodarske” lokacije nakon čega uslede ponovljeni pulsevi s brojnih „robovskih” stanica. Kašnjenje između primanja i slanja signala na robovima pažljivo se nadzire što omogućava prijemnicima da uporede kašnjenja između primanja i kašnjenja između slanja. Iz ovoga se može determinisati udaljenost do svakog roba čime se dobija fiks.
Prvi satelitski navigacioni sistem bio je Transit, sistem koji je razvila američka vojska u 1960-ima. Delovanje Transita bazirano je na Doplerovom efektu: sateliti su putovali na poznatim putanjama te su emitovali signale na poznatim frekvencijama. Primljena frekvencija malo će se razlikovati od emitovane frekvencije zbog kretanja satelita u odnosu na prijemnik. Praćenjem ove frekvencijske razlike u kratkom vremenskom intervalu, prijamnik može da odredi svoju lokaciju u odnosu na jednu ili drugu stranu satelita, pa nekoliko takvih merenja kombinovanih s preciznim poznavanjem orbite satelita može da fiksira pojedinu poziciju.
Deo informacija koje satelit emituje u orbiti uključuje njegove precizne orbitalne podatke. Kako bi osigurali tačnost, Pomorska opservatorija SAD (USNO) kontinuirano promatra precizne orbite ovih satelita. Kako orbita satelita sa vremenom pokazuje devijacije, USNO šalje ažurirane informacije svakom satelitu. Naknadna emitovanja sa ažuriranog satelita sadrže najnovije pouzdane informacije o svojoj orbiti.
Moderni sistemi su direktniji od prethodnih. Satelit emituje signal koji sadrži orbitalne podatke (iz kojih se može izračunati pozicija satelita) te precizno vreme transmisije signala. Orbitalni podaci transmituju se u vidu poruka koje se superimponiraju na kod koji služi kao vremenska referenca. Satelit koristi atomski sat radi održavanja sinhronizacije svih satelita u konstelaciji. Prijemnik uspoređuje vreme emitovanja enkodirano u transmisiji s vremenom recepcije merenim unutrašnjim satom, te stoga meri vreme putovanja do satelita. Nekoliko takvih merenja može se učiniti istodobno s različitim satelitima čime je omogućeno da se kontinuirani fiks generiše u realnom vremenu.
Svakim merenjem udaljenosti, bez obzira na korišteni sistem, prijemnik se smešta na sfernu opnu na određenoj udaljenosti izmerenoj sa emitera. Uzimanjem nekoliko takvih merenja, te traženjem tačke gde se ona susreću, generiše se fiks. U slučaju prijemnika koji se brzo kreću, pozicija signala se pomiče zajedno sa signalom primljenim s nekoliko satelita. Štaviše, radijski signali malo usporavaju prilikom prolaska kroz jonosferu, a to usporavanje varira sa uglom prijemnika prema satelitu, jer time se menja udaljenost kroz jonosferu. Osnovni proračun stoga pokušava da odredi najkraću direktnu liniju tangencijalnu na četiri spljoštene sferične opne centrirane u četiri satelita. Satelitski navigacioni prijemnici redukuju pogreške korištenjem kombinacija signala iz više satelita i više korelatora da bi zatim koristili tehnike poput Kalmanove filtracije radi kombinovanja šumnih, parcijalnih i kontinuirano menjanih podataka u jedinstvenu procenu za poziciju, vreme i brzinu.

## Civilna i vojna upotreba
Glavni članak: Primene GNSS-a
Originalna motivacija za satelitsku navigaciju bila je primena u vojne svrhe. Satelitska navigacija (engl. satellite navigation) omogućila je dosad nemoguću preciznost u isporuci oružja na ciljeve, uveliko povećavši njihovu letalnost i istovremeno redukujući nenamerne žrtve zbog pogrešno navođenog oružja. (vidi: pametna bomba). Satelitska navigacija takođe omogućuje usmeravanje snaga i njihovo lociranje mnogo jednostavnije, smanjujući ratnu maglu.
Na te se načine satelitska navigacija može smatrati multiplikatorom sile. Posebno se to odnosi na činjenicu da mogućnost redukovanja nenamernih žrtava ima posebne prednosti u ratovima gde odnosi s javnošću čine važan aspekat ratovanja. Zbog tih je razloga satelitski navigacioni sistem esencijalno sredstvo svake aspiracijske vojne sile.
GNSS ima širok raspon upotrebe te se koristi za sledeće delatnosti:
- Navigacija, s rasponom od ličnih priručnih uređaja za planinarenje do uređaja prikladnih za automobile, kamione, brodove i vazduhoplove
- Vremenski transfer i sinhronizacija
- Usluge bazirane na lokaciji kao što je napredni 911
- Geodezija
- Unos podataka u geografski informacioni sistem
- Traganje i spašavanje
- Geofizičke nauke
- Uređaji za lociranje korišteni u upravljanju divljim svetom
- Lociranje pokretnina, na primer u upravljanju voznim parkom
- Naplata cestarine
- Mediji bazirani na lokaciji

Valja primetiti kako je sposobnost dostave satelitskih navigacionih signala takođe sposobnost uskraćivanja njihove dostupnosti. Operator satelitskog navigacionog sistema ima potencijalnu sposobnost degradiranja ili eliminisanja satelitskih navigacionih usluga nad nekom teritorijom.

## Globalni navigacioni sistemi

### Operativni

#### GPS
Glavni članak: Global Positioning System
Američki globalni pozicioni sistem (GPS) od 2007. godine jedini je potpuno funkcionalni i potpuno dostupni globalni navigacioni satelitski sistem. Sastoji se od 32 satelita u srednjoj Zemljinoj orbiti postavljenih u šest različitih orbitalnih ravni, a tačan broj satelita varira kako se stariji sateliti ukidaju i zamenjuju. Operativan od 1978. godine, globalno dostupan od 1994. godine, GPS je trenutno najkorišćeniji satelitski navigacioni sistem na svetu.

### U razvoju

#### GLONASS
Glavni članak: GLONASS
Bivša sovjetska, a sada ruska GLObalnaja NAvigacionaja Sputnikovaja Sistema (GLObalni NAvigacioni Satelitski Sistem) ili GLONASS bila je potpuno funkcionalna navigacijska konstelacija ali je nakon pada Sovjetskog Saveza prekinuto održavanje što je dovelo do rupa u pokrivenosti te samo parcijalnoj dostupnosti. Ruska Federacija obavezala se da obnovi sistem na punu globalnu dostupnost do 2010. godine uz pomoć Indije koja sudeluje u ponovnoj uspostavi ovog sistema.

#### Galileo
Glavni članak: Galileo (satelitski navigacioni sistem)
Evropska unija i Evropska svemirska agencija dogovorile su se u martu 2002. da će uvesti vlastitu alternativu GPS-u koja će se zvati pozicioni sistem Galileo. Uz troškove od oko 2,4 milijarde britanskih funti pokretanje sistema planirano je za 2012. godinu. Prvi eksperimentalni satelit lansiran je 28. decembra 2005. godine. Očekuje se da će Galileo biti kompatibilan sa modernizovanim GPS-om. Prijemnici će moći da kombinuju signale dobijene sa Galileovih i GPS-ovih satelita radi znatnog povećanja tačnosti.

#### Compass
Glavni članak: Compass
Kina je naznačila da namerava da proširi svoj regionalni navigacioni sistem nazvan Beidou ili Veliki krčag u globalni navigacioni sistem. Kineska službena novinska agencija Sinhua nazivala je ovaj program Compass. Predloženo je da sistem Compass koristi 30 satelita u srednjoj Zemljinoj orbiti te pet geostacionarnih satelita. Objavivši kako je voljna da surađuje sa ostalim zemljama u stvaranju Compassa, nejasno je kako ovaj predloženi program utiče na kineski angažman u internacionalnom pozicionom sistemu Galileo.

### Poređenje različitih GNSS-a
| Sistem  | Zemlja | Kodiranje | Orbitalna visina i period | Broj satelita | Status                                     |
| ------- | ------ | --------- | ------------------------- | ------------- | ------------------------------------------ |
| GPS     | SAD    | CDMA      | 20,200 km, 12,0h          | ≥ 24          | operativan                                 |
| GLONASS | Rusija | FDMA      | 19,100 km, 11,3h          | 20            | operativan uz restrikcije, CDMA u pripremi |
| Galileo | Evropa | CDMA      | 23,222 km, 14,1h          | ≥ 27          | u pripremi                                 |
| Compass | Kina   | CDMA      | 21,150 km, 12,6h          | 35            | u pripremi                                 |

## Regionalni navigacioni sistemi

### 1
Glavni članak: 
Kineska regionalna mreža za koju je planirano da se proširi u globalni navigacioni sistem .

### DORIS
Glavni članak: 
Doplerova orbitografija i radio-pozicioniranje integrisano satelitom (engl. Doppler Orbitography and Radio-positioning Integrated by Satellite - DORIS) naziv je za francuski precizni navigacioni sistem.

### IRNSS
Glavni članak: 
Indijski regionalni navigacioni satelitski sistem (engl. Indian Regional Navigational Satellite System - IRNSS) je autonomni regionalni satelitski navigacioni sistem koji je razvila Indijska svemirska istraživačka organizacija inače pod totalnim nadzorom indijske vlade. Vlada je odobrila projekt u maju 2006. s namerom da sistem bude dovršen i implementiran do 2012. godine. Sastoji se od konstelacije sa 7 navigacionih satelita. Svih 7 satelita je postavljeno u geostacionarnu orbitu (GEO) kako bi signal imao jači trag, a manji broj satelita bio dovoljan za kartiranu regiju. Namera je da može pružiti tačnost apsolutne pozicije na manje od 20 metara širom Indije te unutar regije koja se prostire približno 2.000 km oko nje. U izjavi je navedeno kako je cilj potpuna indijska kontrola, pa su svemirski segment, zemaljski segment i korisnički prijemnici svi izrađeni u Indiji.

### 
Glavni članak: 
Kvazizenitni satelitski sistem (engl. Quasi-Zenith Satellite System - QZSS), predložen je trisatelitski regionalni vremenski transferni sistem te poboljšanje za GPS koji pokriva Japan. QZSS servis je dostupan na probnoj bazi od januara 2018. Prvi satelit je bio lansiran u septembru 2010.

## Augmentacija GNSS-a
Glavni članak: Augmentacija GNSS-a
Augmentacija GNSS-a uključuje upotrebu spoljašnjih informacija često integrisanih u proces proračuna radi poboljšanja tačnosti, dostupnosti ili pouzdanosti satelitskog navigacijskog signala. Postoje mnogi takvi sistemi koji se generalno nazivaju i opisuju na temelju načina kako senzor GNSS-a prima informacije. Neki sistemi transmituju dodatne informacije o izvorima pogrešaka (kao što su satni pomak, efemerida ili jonosferna zadrška), drugi pak pružaju direktna merenja koliko dugo je signal bio nedostupan u prošlosti, dok treća grupa pruža dodatne navigacijske informacije ili informacije o vozilu koje se mogu integrirati u proces proračuna.
Primeri augmentacijskih sistema uključuju [, European Geostationary Navigation Overlay Service, Multi-functional Satellite Augmentation System, diferencijalni GPS i inercijske navigacijske sisteme.

## Satelitske telefonske mreže u niskoj Zemljinoj orbiti
Dve trenutne satelitske telefonske mreže u niskoj Zemljinoj orbiti sposobne su da prate primopredajne jedinice sa tačnošću od nekoliko kilometara koristeći proračune Doplerovog pomaka sa satelita. Koordinate se zatim šalju nazad do primopredajne jedinice gde se mogu pročitati upotrebom AT naredbi ili grafičkog korisničkog interfejsa. Ovo se takođe može koristiti kod pristupnika radi primene restrikcija na geografski zatvorenim pozivnim ravninama.

## Literatura
- Office for Outer Space Affairs of the United Nations (2010), Report on Current and Planned Global and Regional Navigation Satellite Systems and Satellite-based Augmentation Systems.

## Spoljašnje veze

### Informacije o pojedinim GNSS-ima
- ESA-ine informacije o EGNOS-u
- Informacije o sistemu Beidou
- Centar za prometne tehnologije Federalne administracije za plovne puteve u Nemačkoj Informacije o GPS-u / DGPS-u